# Süchtelner Höhen

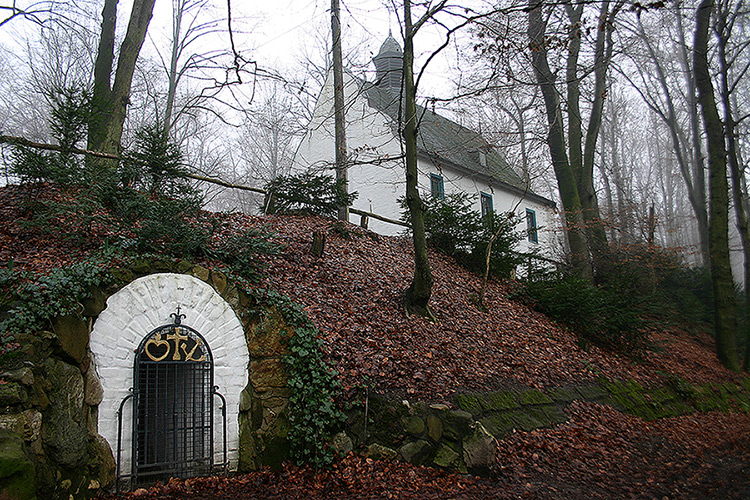
Irmgardiskapelle mit Brunnen auf dem Heiligenberg in Süchteln

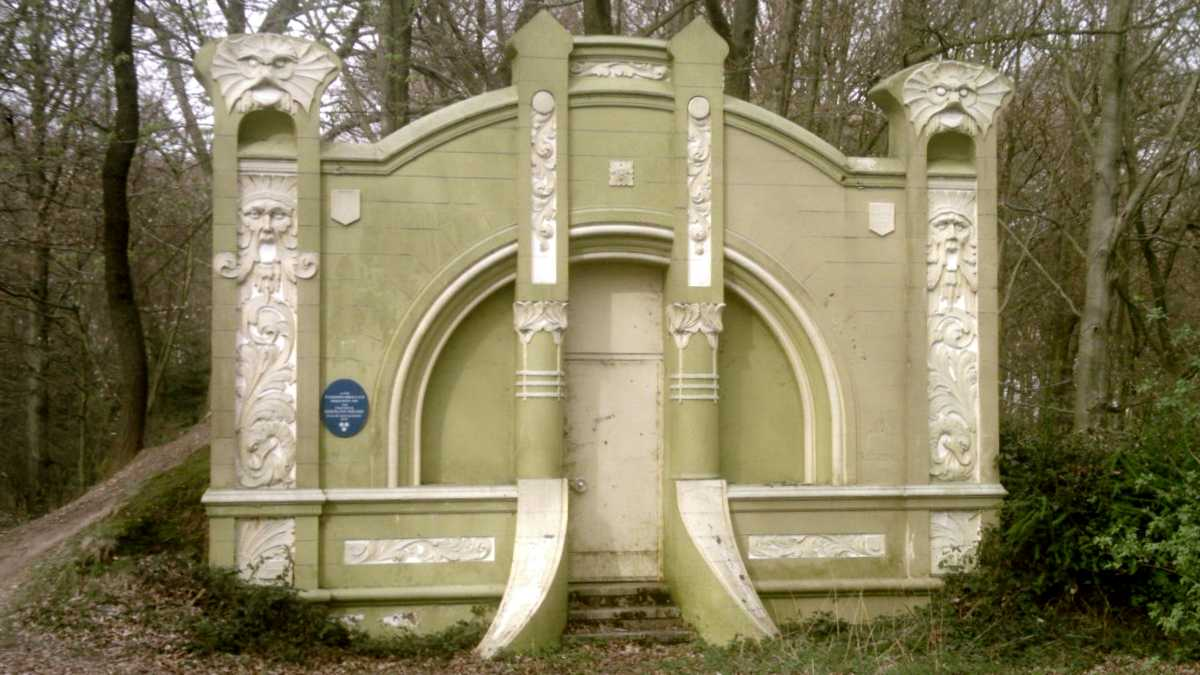
Historischer Wasserspeicher in der Nähe der Irmgardiskapelle

Die Süchtelner Höhen sind die höchsten Erhebungen im Kreis Viersen mit 90,70 m. Sie gehören zum Viersener Stadtteil Süchteln.

## Sehenswürdigkeiten
Auf den Süchtelner Höhen befindet sich die Irmgardiskapelle, das Wahrzeichen von Süchteln. Diese Kapelle wurde 1664 zu Ehren der heiligen Irmgardis gestiftet, die laut Überlieferung als Einsiedlerin lange auf den Süchtelner Höhen lebte. Nach der heiligen Irmgardis ist eines der drei Viersener Krankenhäuser sowie das Süchtelner Altenheim, das Irmgardisstift, benannt. 1907 wurde auf den Süchtelner Höhen ein Erdhochbehälter als Wasserspeicher erbaut, der bis 1969 in Betrieb war. Das Objekt steht mit der Listennummer 439 seit 2002 unter Denkmalschutz.

## Sport und Freizeit
Die Süchtelner Höhen bieten viele Möglichkeiten Sport zu betreiben oder die Freizeit zu verbringen. Es existieren ein sehr großer Biergarten, mit der „Volksbank-Arena“ (ehemalige „Waldkampfbahn“) ein öffentlicher Kunstrasenplatz, ein Rasenplatz, eine Skaterbahn, eine BMX-Cross-Strecke sowie ein Minigolfplatz. Die Süchtelner Höhen eignen sich auch zum Mountainbiken, Reiten und Wandern. Eine der ältesten Freizeitattraktionen der Süchtelner Höhen ist das früher überregional bekannte Wildgehege.

## Geschichte
Ab dem 25. September 1944 ließ die Wehrmacht auf den Süchtelner Höhen von Volkssturm-Männern und von Kriegsgefangenen Schützengräben und Panzergräben ausheben. Sie waren Teil der „Niers-Rur-Stellung“.
Zunächst begannen 240 Mann mit den Erdarbeiten; bis zum 5. Oktober 1944 wuchs ihre Zahl auf 6200 bis 6500 Mann. Die zur Panzerabwehr angelegten Gräben hatten eine Standardbreite von 4,50 m und eine Tiefe von 3 m.
Am Morgen des 1. März 1945 wurde Dülken von Soldaten der 84. US-Infanteriedivision fast kampflos besetzt. Etwas nördlich von Dülken, in den Bauerschaften Bistard und Schirick, also am südlichen Fuß der Süchtelner Höhen, leisteten Soldaten der Wehrmacht zeitweilig Widerstand. Die US-Truppen forderten Verstärkung an und überwanden den Widerstand an und auf den Süchtelner Höhen im Schutz künstlichen Nebels.
Bis in die 1950er Jahre wurden in Süchteln internationale Sportkämpfe und Pferderennen ausgetragen. Außerdem gab es eine sehr große Motocrossbahn. Sehr bekannt war auch das seit 2010 geschlossene und mittlerweile zu Gunsten eines Neubau-Wohngebietes abgerissene Süchtelner Höhenbad.
Im Januar 2018 wurde der Kletterwald auf den Süchtelner Höhen durch Sturmtief Frederike vollständig zerstört. Rund 15.000 Bäume in der Nähe des Kletterwaldes und des Wildgeheges wurden umgeweht. Zwischenzeitlich hat der Kletterwald sein Gelände auf den Süchtelner Höhen endgültig geschlossen und ist an den Ortsrand von Nettetal-Hinsbeck umgezogen. 90 % der zerstörten Bäume waren Fichten und andere Nadelbäume. Eine Wiederaufforstung des Gebiets ist in Arbeit. Stadtförster Kammann sagte, dass der Wald nach der Wiederaufforstung anders aussehen wird als vorher. 50 % der neuen Bäume sollen Laubbäume, 25 % Nadelbäume und 25 % sonstige Baumarten werden, die mit dem Klimawandel kein Problem haben. Das Wildgehege wurde ebenfalls beschädigt. Der Zaun des Geheges soll repariert werden und die Tiere wieder eingezäunt werden. Durch die Schäden konnten die Wildschweine fliehen und wurden nach mehreren Zwischenfällen zum Abschuss freigegeben, da diese kein Flucht-, sondern ein Aggressionsverhalten zeigten, so Stadtförster Kammann.

## Sonstiges
Am Rand der Süchtelner Höhen in Richtung des Ortes liegt die Gemeinschaftshauptschule Süchteln. Richtung Dülken, etwas außerhalb Süchtelns befindet sich eine ehemalige Mülldeponie, die durch Waldbewuchs nicht mehr sichtbar ist.
Rund einen Kilometer nördlich der Anschlussstelle Süchteln (A 61) befindet sich ein Funkturm, der zur Ausstrahlung des Programms von Welle Niederrhein dient und außerdem den DAB+-Multiplex des WDR verbreitet.

## Historische Ansichtskarten

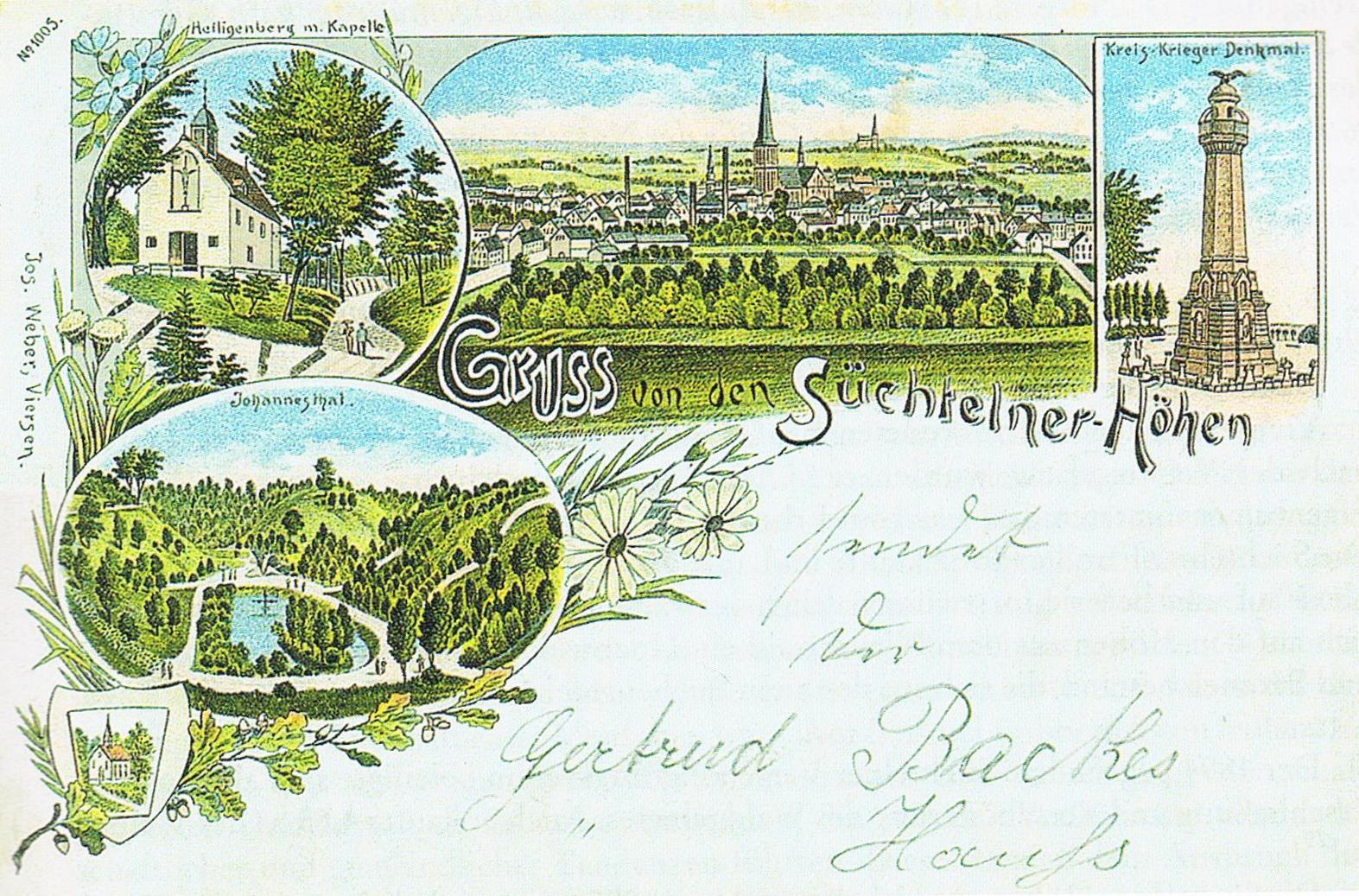
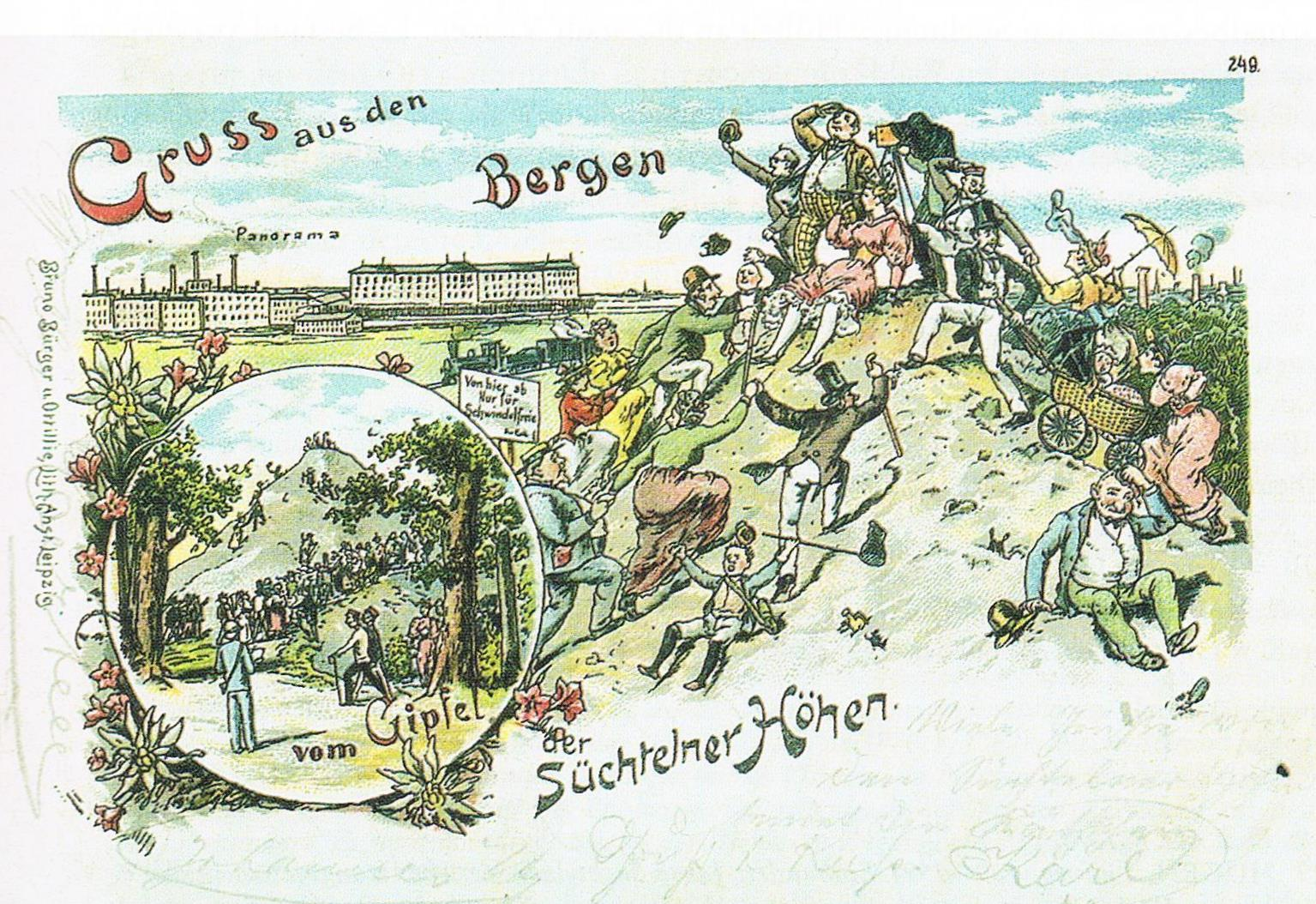

### Analoges Radio (UKW)
| Frequenz(MHz) | Programm          | RDS PS   | RDS PI | Regionalisierung | ERP(kW) | Antennendiagrammrund (ND)/gerichtet (D) | Polarisationhorizontal (H)/vertikal (V) |
| ------------- | ----------------- | -------- | ------ | ---------------- | ------- | --------------------------------------- | --------------------------------------- |
| 100,6         | Welle Niederrhein | WELLE_NR | DB98   | –                | 1       | D (20°-180°; 270°-340°)                 | H                                       |

### Digitaler Hörfunk (DAB+)
| Block                         | Programme (Datendienste) | ERP | Gleichwellennetz (SFN) |
| ----------------------------- | --- | --- | --- |
| 11D Radio fuer NRW (D__00236) | - 1 Live (88 kbps) - 1 Live diggi (88 kbps) - WDR 2 Rhein-Ruhr (RR) (88 kbps) - WDR 2 Ostwestfalen-Lippe (OW) (88 kbps) - WDR 2 Südwestfalen (SW) (88 kbps) - WDR 3 (120 kbps) - WDR 4 Rhein-Ruhr (RR) (88 kbps) - WDR 4 Ostwestfalen-Lippe (OW) (88 kbps) - WDR 4 Südwestfalen (SW) (88 kbps) - WDR 5 (88 kbps) - WDRcosmo (80 kbps) - WDR Maus (80 kbps) - WDR Event (56 kbps) - WDR EPG (8 kbps) - ARD TPEG (16 kbps) | 1   | - Region Aachen: Aachen (Stolberg-Donnerberg), Eifel (Dahlem-Bärbelkreuz) - Bergisches Land: Engelskirchen (Hohe Warte), Gummersbach (Kerberg), Remscheid (Hohenhagen), Wuppertal (Auf der Königshöhe) - Rheinland: Bonn (Venusberg), Köln (Kölnturm) - Rhein-Ruhr: Düsseldorf (Rheinturm), Gelsenkirchen-Scholven, Kleve (Bresserberg), Langenberg (Hordtberg), Viersen (Süchtelner Höhen) - Ruhrgebiet: Dortmund (Florianturm) - Münsterland: Ibbenbüren (Blomenkamp), Münster (Nottuln-Baumberge), Oelde (Mackenberg), Schöppingen - Ostwestfalen-Lippe: Bad Oeynhausen (P.Westf.-Wittekindsberg), Bielefeld (Hünenburg), Herford (Eggeberg), Höxter (Holzminden), Stemwede (Arrenkamp), Teutoburger Wald (Bielstein), Warburg, Willebadessen (Eggegebirge) - Südwestfalen: Arnsberg (Schlossberg), Biedenkopf (Sackpfeife), Ederkopf (Oberste Henn), Hallenberg (Bollerberg), Hochsauerland (Hunau), Lennestadt (Kuhhelle), Meschede, Nordhelle, Olsberg, Siegen (Giersberg) |